# Популарна психологија
Израз популарна психологија представља концепте и теорије о људском менталном животу и понашању који су засновани на психологији и који су временом постали популарни међу становништвом.